# Dyscia penulataria
Dyscia penulataria är en fjärilsart som beskrevs av Jacob Hübner 1818-1819. Dyscia penulataria ingår i släktet Dyscia och familjen mätare. Inga underarter finns listade i Catalogue of Life.